# 250606 Bichat
250606 Bichat este o planetă minoră (asteroid) din centura de asteroizi. A fost descoperită pe 12 martie 2005 la Saint-Sulpice de Bernard Christophe⁠(d) și a fost numită după Xavier Bichat. 
Obiectul prezintă o orbită caracterizată de o semiaxă mare de 2,4429804146084 UAi, o excentricitate de 0,08, o înclinație de 6,3 ° în raport cu ecliptica.